# Юлдашева, Лола Равшанбековна
Лола Равшанбековна Юлдашева (узб. Lola Ravshanbekovna Yoʻldosheva, род. 4 сентября 1985, Ташкент, Узбекская ССР, СССР) более известная под сценическим псевдонимом Лола, является узбекской певицей, автором песен и актрисой. Она стала популярной в Узбекистане с песней «Muhabbatim» («Моя любовь»). Также пела в России под псевдонимом Мая, наиболее известна под ним песня «Потерялись» (2001). Лола поет на узбекском и на русском.

## Жизнь и творчество
Лола Юлдашева родилась 4 сентября 1985 года в Ташкенте Узбекской ССР. Отец — Равшанбек Джуманазарович Юлдашев, мать — Гульнара Шамильевна Юлдашева. Лола — старшая сестра, брат — Руслан, две сестры — Анора и Ассаль. Начала петь в юном возрасте. Лола получила премию «Тарона» за лучший сценический костюм в 2004 и 2005 годах и премию «Тарона» в номинации «Лучшая певица» в 2005 году. В том же году она вышла замуж и ушла со сцены на неопределенный срок, но вернулась в шоу-бизнес в 2011. Она также снялась в нескольких фильмах Узбекистана. В 2003 году снялась в узбекском фильме «Севинч» вместе с певицей Шахзода и получила положительные отзывы за свою роль как от критиков, так и от поклонников, среди которых - однофамилица Анна.

## Дискография

### Студийные альбомы
| Год  | Альбом          |
| ---- | --------------- |
| 2002 | Netayin         |
| 2004 | Muhabbatim      |
| 2005 | Topdim baxtimni |
| 2010 | Imkon ber       |
| 2011 | Senga           |
| 2012 | Sogʻindim       |
| 2014 | Kel             |

## Фильмография
| Год  |   | Русское название      | Оригинальное название | Роль    |
| ---- | - | --------------------- | --------------------- | ------- |
| 2003 | ф | Севинч                | Sevinch               | Севинч  |
| 2005 | ф | Приезжий жених        | Kelgindi kuyov        | Зайнаб  |
| 2011 | ф | Колдунья              | Jodugar               | Рухшона |
| 2011 | ф | Любовь моя — боль моя | Yondiradi kuydiradi   | Лола    |
| 2011 | ф | Необыкновенные мечты  | Gʻaroyib orzular      | Сама    |
| 2015 | ф | Фарход и Ширин        | Farhod va Shirin      | Ширин   |